# Ладыгин, Иван Иванович
Ива́н Ива́нович Лады́гин (14 мая 1902 года, Рославль, Смоленская губерния — 28 декабря 1969 года, Наро-Фоминск, Московская область) — советский военный деятель, генерал-майор (4 февраля 1943 года).

## Начальная биография
Иван Иванович Ладыгин родился 14 мая 1902 года в Рославле ныне Смоленской области.

## Военная служба

### Гражданская война
27 ноября 1919 года в Москве добровольцем призван в РККА и направлен в 29-й отдельный стрелковый батальон ВОХР, переименованный затем в 455-й. В составе этого полка летом и осенью 1920 года принимал участие в боевых действиях на Западном фронте в ходе Советско-польской войны.
С марта 1921 года служил красноармейцем в десантном отряде в Вязьме, а с мая — на бронеплощадке № 154 бронепоезда № 38 «Донецкий коммунист» и в десантном отряде № 27 на станции Осиповичи.

### Межвоенное время
В августе 1921 года Ладыгин направлен на учёбу в Московскую военно-техническую школу, однако в апреле 1922 года переведён во 2-ю Московскую артиллерийскую школу, по окончании которой в августе 1925 года направлен в 11-ю кавалерийскую дивизию (Северокавказский военный округ), где назначен на должность командира взвода 11-го отдельного конноартиллерийского дивизиона, а в октябре 1927 года — на должность командира батареи 12-го конноартиллерийского дивизиона. В октябре 1929 года переведён командиром батареи в 42-й конноартиллерийский дивизион в составе 12-й кавалерийской дивизии. В период с апреля по август 1930 года временно исполнял должность начальника дивизионной школы младшего начсостава.
В августе 1931 года направлен на учёбу в Военную академию имени М. В. Фрунзе, после окончания которой в мае 1934 года назначен на должность заместителя военного коменданта железнодорожного участка и станции Могилёв Западной железной дороги.
В январе 1935 года переведён в Штаб РККА, где назначен на должность помощника начальника 3-го отдела, в августе 1937 года — на должность помощника и старшего помощника начальника отделения 1-го отдела, а в апреле 1939 года — на должность старшего помощника начальника 6-го отделения 3-го отдела.
В ноябре 1939 года полковник И. И. Ладыгин переведён на должность начальника 3-го отдела штаба Одесского военного округа, а 21 ноября 1940 года — на должность начальника штаба 22-го (Карельского) укреплённого района (Ленинградский военный округ).

### Великая Отечественная война
С началом войны находился на прежней должности. 22-й укрепрайон в оборонительных боевых действиях принимал участие с сентября 1941 года после выхода финских войск к старой государственной границе в районе Сестрорецка.
В декабре 1941 года назначен на должность командира формировавшейся 129-й отдельной стрелковой бригады (Уральский военный округ). 20 апреля 1942 года бригада была направлена на Западный фронт, где была включена в состав 8-го гвардейского стрелкового корпуса, после чего находилась в резерве фронта. В июле бригада была передана в состав 20-й армии, после чего принимала участие в боевых действиях в ходе Ржевско-Сычёвской наступательной операции. 14 сентября бригада была выведена в резерв на пополнение, а в ноябре была направлена на Воронежский фронт, где в составе 40-й армии в январе 1943 года участвовала в ходе Острогожско-Россошанской наступательной операции.
26 февраля 1943 года генерал-майор И. И. Ладыгин назначен на должность командира 303-й стрелковой дивизией, а 13 марта переведён на должность командира 121-й стрелковой дивизии, которая вскоре принимала участие в ходе Курской битвы и битвы за Днепр, а также в Черниговско-Припятской наступательной операции и освобождении Рыльска. 23 сентября дивизия под командованием И. И. Ладыгина форсировала Днестр, а 25 сентября — Днепр, где заняла плацдарм в районе Ясногородки и Глебовки севернее Лютежского плацдарма, откуда 3 ноября дивизия перешла в наступление, после чего принимала участие в ходе Киевской наступательной и Киевской оборонительной, Житомирско-Бердичевской и Ровно-Луцкой наступательных операций. В начале марта 1944 года дивизия в составе 4-й гвардейской армии (1-й Украинский фронт) прорвала оборону противника на участке Вышниполь — Северины и затем вышла на восточный берег реки Южный Буг в районе Меджибож, где до 17 марта вела тяжёлые бои. Принимала участие в освобождении городов Староконстантинов, Изяславль, Шумск, Ямполь и Острополь.
Вскоре дивизия участвовала в ходе Проскуровско-Черновицкой наступательной операции, однако 16—17 апреля была включена в состав 38-ю армии и затем передислоцирована через Залещики на Днепр в район Чернелица, после чего вела тяжёлые оборонительные боевые действия, а 11 мая была выведена во второй эшелон 67-го стрелкового корпуса, а с 14 июля участвовала в Львовско-Сандомирской наступательной операции, в ходе которой 22 июля генерал-майор И. И. Ладыгин был тяжело ранен, после чего лечился в госпитале.
По выздоровлении в октябре 1944 года назначен на должность начальника Львовского пехотного училища, дислоцировавшегося в городе Киров (Уральский военный округ).
За время войны генерал-майор И. И. Ладыгин был два раза персонально упомянут в благодарственных приказах Верховного Главнокомандующего.

### Послевоенная карьера
После окончания войны находился на прежней должности. В мае 1945 года училище было передислоцировано во Львов.
24 сентября 1946 года был освобождён от занимаемой должности и в октябре назначен старшим преподавателем тактики курсов «Выстрел», в апреле 1947 года — начальником военной кафедры Уральского государственного университета, а в мае 1948 года — начальником 2-го отдела Стрелково-тактического комитета.
Генерал-майор Иван Иванович Ладыгин 26 октября 1948 года вышел в запас, после чего возглавлял совет ветеранов 121-й стрелковой дивизии и сотрудничал с поисковыми клубами страны. В феврале 1968 года приезжал в Курск на празднование 25-летия освобождения города.
Умер 28 декабря 1969 года в Наро-Фоминске Московской области.

## Награды
- орден Ленина (21.02.1945)[5]
- Два ордена Красного Знамени (20.09.1943[6], 03.11.1944[5])
- Два ордена Суворова II степени (08.02.1943[7], 17.10.1943[8])
- Два ордена Богдана Хмельницкого II степени (10.01.1944[9], 23.09.1944[10])
- Орден Красной Звезды (30.01.1943)[11]
- Медали.

Приказы (благодарности) Верховного Главнокомандующего в которых отмечен И. И. Ладыгин
- За овладение городами Глухов и Рыльск и вступление в Северную Украину. 31 августа 1943 года. № 7.
- За овладение столицей Советской Украины городом Киев — крупнейшим промышленным центром и важнейшим стратегическим узлом обороны немцев на правом берегу Днепра. 6 ноября 1943 года № 37.

## Память
В честь И. И. Ладыгина названы улицы в Рыльске (Курская область), в Каменце-Подольском (Хмельницкая область) и селе Клёновское (Нижнесергинский район, Свердловская область).